# Street photography

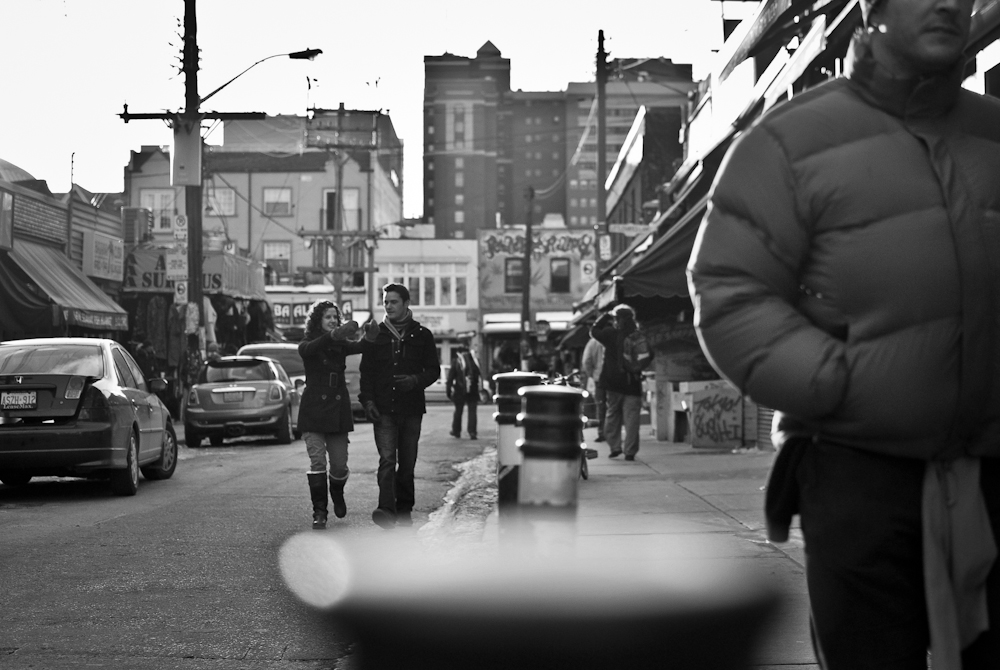
Kensington Market, Toronto, Canada

La street photography, in italiano fotografia di strada, è un genere fotografico che vuole riprendere i soggetti in situazioni reali e spontanee in luoghi pubblici al fine di evidenziare aspetti della società nella vita di tutti i giorni. Tuttavia, la street photography non necessita la presenza di una strada o dell'ambiente urbano. Il termine “strada” si riferisce infatti ad un luogo generico ove sia visibile l'attività umana, un luogo da osservare per catturarne le interazioni sociali. Di conseguenza il soggetto può anche essere del tutto privo di persone o addirittura un ambiente dove un oggetto assume delle caratteristiche umane. Molti fotografi di strada proprio per questo tipo di reportage sociale rientrano in quella che è stata definita: scuola umanista.
L'inquadratura e il tempismo sono degli aspetti chiave di quest'arte; lo scopo principale infatti consiste nel realizzare immagini colte in un momento decisivo o ricco di pathos. In alternativa, uno street photographer può ricercare un ritratto più banale di una scena come forma di documentario sociale.
Molto di quanto oggi rientra sotto il nome street photography venne definito nell'epoca che copre la fine del XIX secolo fino alla fine degli anni settanta, un periodo che vide la progressiva affermazione delle macchine fotografiche portatili. Durante il corso della propria evoluzione, la street photography ha fornito una testimonianza assai ampia e dettagliata della cultura di strada. L'avvento della fotografia digitale, unita alla crescita esponenziale della condivisione di foto tramite Internet, ha gradualmente ampliato la consapevolezza del genere e di coloro che praticano la street photography.

## Origini

### Europa

#### Francia
È opinione comune considerare Parigi, città cosmopolita che aiutò a definirne il genere, come luogo di nascita della street photography (photographie de rue in francese). Del resto, fu proprio la fotografia a incrementare la formazione della città.
Eugène Atget viene considerato il padre della street photography non perché fu il primo del suo genere, ma grazie alla sua popolarità di fotografo parigino. Atget, che lavorò a Parigi dal 1890 fino agli anni venti, ebbe un ruolo fondamentale nel promuovere le strade cittadine come soggetti degni di essere immortalati. Il tema principale dei suoi lavori riguarda soprattutto elementi di carattere architettonico con la presenza di scale, giardini e finestre. Atget fotografò anche alcuni operai, benché le persone non fossero al centro del suo interesse.
Henri Cartier-Bresson, la cui reputazione era comparabile a quella di Atget, fu un fotografo del XX secolo il cui stile era incentrato fondamentalmente sulle azioni delle persone. Fu proprio lui ad avere l'idea di scattare le fotografie nel “momento ideale”. Bresson era influenzato da un forte interesse per l'arte tradizionale al punto che aspirava a diventare pittore; tale influenza emerge nell'abilità di combinare tecnica e tempismo.
Izis Bidermanas, considerato dai critici "il poeta" della fotografia di strada, è ritenuto uno dei fotografi di spicco «uno dei più rappresentativi fotografi umanisti», che meglio ha saputo interpretare le espressione dei volti e degli sguardi della gente. Un fotografo giudicato "sognante", "non realista" su cui ironicamente era lui stesso a commentare: «si dice spesso che le mie fotografie non sono realiste. Non sono realiste, ma è la mia realtà».
La famosa fotografia di Robert Doisneau, Il bacio nella piazza del municipio (Le Baiser de l'hôtel de ville), pubblicata su Life nel 1950, insieme ad altre immagini che mostrano gli amanti parigini, ha contribuito a dare la paternità del movimento a Parigi e alla Francia.

#### Regno Unito
John Thomson, un fotografo scozzese, aveva iniziato a imprimere su pellicola le strade molto prima di Atget; pur non ricevendo lo stesso riconoscimento, Thomson fu fondamentale nel passaggio dalla fotografia di ritratti raffinati al catturare la vita quotidiana nelle strade.

#### Italia
Caio Mario Garrubba, è uno dei pochi esponenti italiani più rappresentativi della street photography, tanto che fu lo stesso fotografo a coniare un termine molto particolare che ne definisse il genere: "la stradale". Rifacendosi alla «photographie humaniste della Francia del dopoguerra», a Garrubba viene riconosciuta la capacità di raccontare anche con un singolo scatto "una storia". Il concetto di questa sua peculiarità è espresso dallo storico e critico della fotografia Diego Mormorio che parla delle sue foto come di «immagini che hanno tutte una loro autonomia».

## America

### Stati Uniti
Gli inizi della street photography negli Stati Uniti possono essere accomunati a quelli del jazz in campo musicale, entrambi sviluppatisi come ritratti schietti e diretti della vita di tutti i giorni. Questa connessione è visibile nelle opere della New York school of photography, un'istituzione informale nata nella metà del XX secolo a New York che comprendeva alcuni gruppi di fotografi. Uno dei più importanti era Robert Frank, facente parte del movimento beat che interessò l'“America nera” e le controculture. Frank raggiunse la celebrità in parte grazie al suo libro The Americans (Gli Americani). Grezze e spesso fuori fuoco, le sue immagini misero in dubbio la fotografia tradizionale dell'epoca, come ad esempio i paesaggi di Ansel Adams. La comunità dei fotografi tradizionali d'America respinse con violenza le opere di Frank, che in seguito divennero però il trampolino di lancio per i nuovi fotografi che cercavano di allontanarsi dalle limitazioni del vecchio stile.

## Descrizione

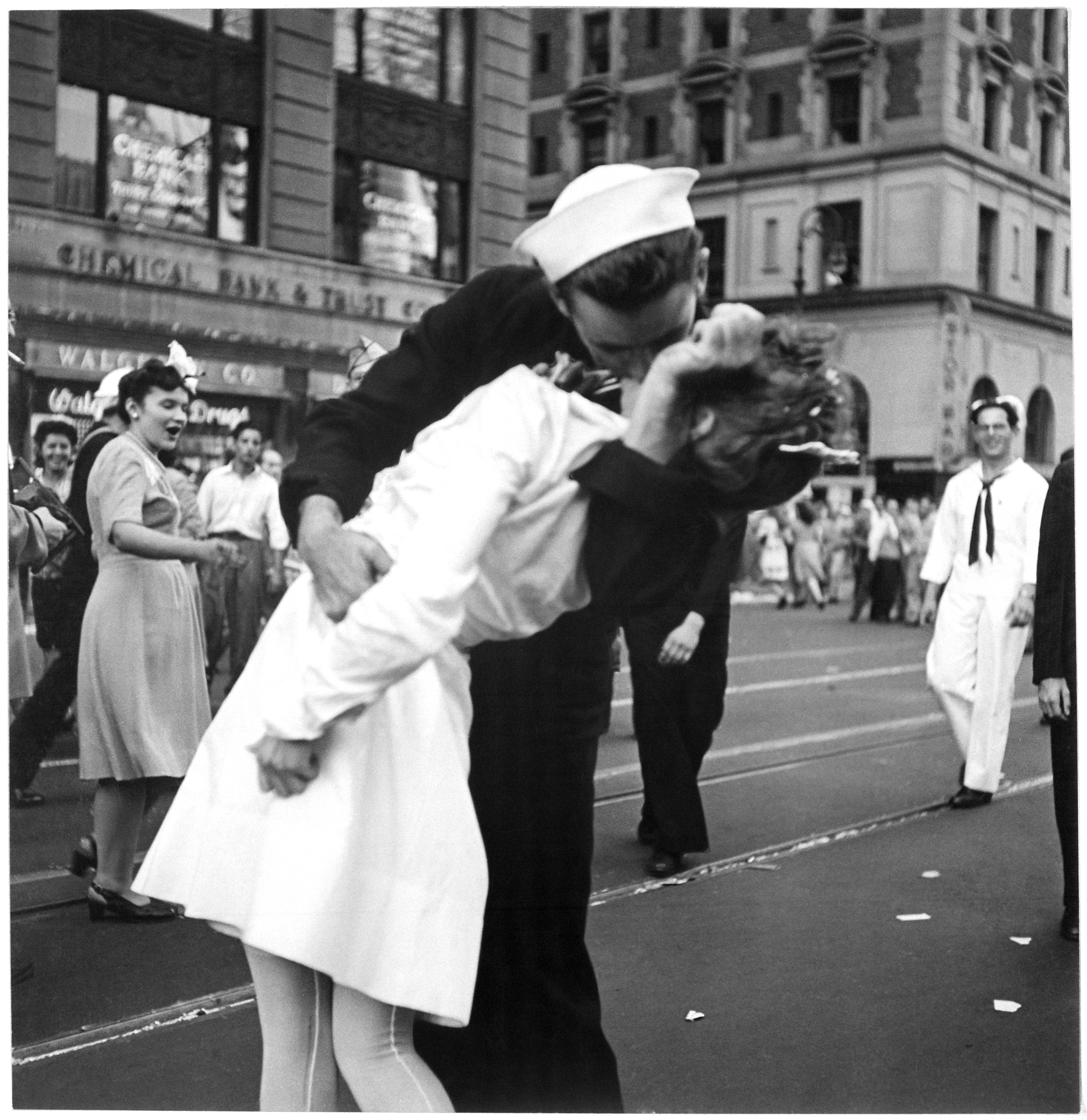
Bacio a Times Square, Alfred Eisenstaedt/New York 1945

La street photography fa largo uso dei principi e delle tecniche della fotografia diretta ma, a differenza di quest'ultima, si prefigge l'obiettivo di essere uno specchio della società con una spiccata enfatizzazione della componente ironico-artistica. Per giungere a questi scopi, le fotografie appartenenti a questo genere vengono generalmente scattate con obiettivi "normali" e senza l'ausilio del colore, proprio per dare massima evidenza e naturalità all'attimo umano catturato. La componente artistica è generalmente espressa mediante il distacco o l'ironia degli elementi appartenenti allo scatto. Tipici soggetti della street photography sono attimi di vita quotidiana che generalmente passano inosservati ma che in questo caso vengono enfatizzati o valorizzati.

## Tecnica
Nella street photography si usano numerosi tipi di macchine fotografiche portatili, come ad esempio le fotocamere a telemetro, quelle digitali di tipo reflex o a pellicola, quelle compatte e mirrorless, o addirittura lo smartphone. Una tecnica di messa a fuoco comune è la messa a fuoco a zona (impostare una distanza focale fissa e fotografare da quella distanza) in alternativa all'autofocus, utilizzando soprattutto obiettivi grandangolari con la profondità di campo aumentata. La messa a fuoco a zona facilita inoltre le fotografie istintive, senza portare cioè la macchina fotografica all'occhio. In alternativa sia il mirino a pozzetto che gli schermi LCD girevoli delle fotocamere digitali lasciano ampio spazio al fotografo per la composizione della foto o la messa a fuoco.

## Grandi esposizioni
- 1951: Museum of Modern Art (MoMa), Cinque fotografi francesi, Willy Ronis, Henri Cartier-Bresson, Robert Doisneau, Brassaï, Izis Bidermanas[9]

## Fotografi

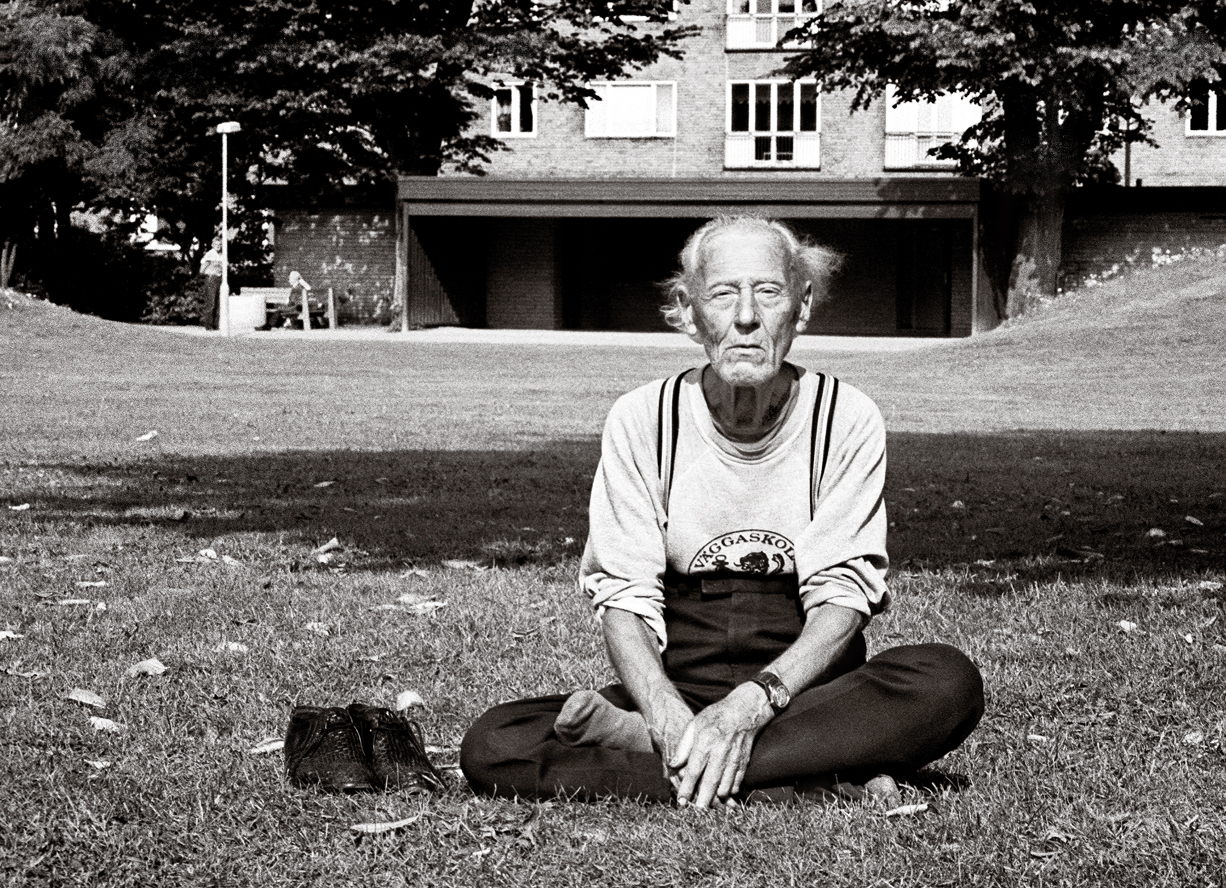
Un uomo che medita nel parco, Malmö, Svezia 1983

Alcuni esponenti della street photography:
- Alfred Eisenstaedt
- Eugène Atget
- Paul Strand
- Henri Cartier-Bresson
- Robert Doisneau
- Helen Levitt
- Roy DeCarava
- Vivian Maier
- William Klein
- Robert Frank
- Hildegard Ochse
- Harry Callahan
- Garry Winogrand
- Lee Friedlander
- Ed Van Der Elsken
- Dawoud Bey
- Bruce Davidson
- Mary Ellen Mark
- Bruce Gilden
- Alexey Titarenko
- Elliott Erwitt
- Brassaï
- Karl Bulla
- John Tomson
- Diane Arbus
- Vladimir Birgus
- Roman Vishniac
- Weegee
- Jeff Wall
- Alfred Stieglitz
- Gary Mark Smith
- Caio Mario Garrubba
- Izis Bidermanas
- Willy Ronis
- Fan Ho
- Joel Meyerowitz